# Ле-Монастьє-Пен-Мор'єс
Ле-Монастьє́-Пен-Мор'є́с (фр. Le Monastier-Pin-Moriès) — колишній муніципалітет у Франції, у регіоні Окситанія, департамент Лозер. Населення — 930 осіб (2011).
Муніципалітет був розташований на відстані близько 490 км на південь від Парижа, 115 км на північний захід від Монпельє, 20 км на захід від Манда.

## Історія
До 2015 року муніципалітет перебував у складі регіону Лангедок-Русійон. Від 1 січня 2016 року належав до нового об'єднаного регіону Окситанія.
1 січня 2016 року Ле-Монастьє-Пен-Мор'єс і Ширак було об'єднано в новий муніципалітет Бург-сюр-Колань.

## Демографія
Динаміка населення (Cassini ):
Розподіл населення за віком та статтю (2006):
| Стать | Всього | До 15 років | 15-24 | 25-44 | 45-64 | 65-85 | Понад 85 |
| --- | ------ | ----------- | ----- | ----- | ----- | ----- | -------- |
| Чоловіки | 440    | 84          | 28    | 136   | 116   | 72    | 4        |
| Жінки | 412    | 68          | 24    | 124   | 120   | 76    | 0        |
| \| Статево-вікова піраміда \| Статево-вікова піраміда \| Статево-вікова піраміда \| \| ----------------------- \| ----------------------- \| ----------------------- \| \| Чоловіки \| Вік \| Жінки \| \| 4 \| 85 + \| 0 \| \| 8 \| 80-84 \| 16 \| \| 16 \| 75-79 \| 8 \| \| 12 \| 70-74 \| 16 \| \| 36 \| 65-69 \| 36 \| \| 8 \| 60-64 \| 28 \| \| 36 \| 55-59 \| 16 \| \| 52 \| 50-54 \| 48 \| \| 20 \| 45-49 \| 28 \| \| 40 \| 40-44 \| 28 \| \| 40 \| 35-39 \| 40 \| \| 28 \| 30-34 \| 28 \| \| 28 \| 25-29 \| 28 \| \| 12 \| 20-24 \| 8 \| \| 16 \| 15-20 \| 16 \| \| 28 \| 10-14 \| 24 \| \| 24 \| 5-9 \| 12 \| \| 32 \| 0-4 \| 32 \| |        |             |       |       |       |       |          |
| Статево-вікова піраміда |        |             |       |       |       |       |          |
| Чоловіки | Вік    | Жінки       |       |       |       |       |          |
| 4 | 85 +   | 0           |       |       |       |       |          |
| 8 | 80-84  | 16          |       |       |       |       |          |
| 16 | 75-79  | 8           |       |       |       |       |          |
| 12 | 70-74  | 16          |       |       |       |       |          |
| 36 | 65-69  | 36          |       |       |       |       |          |
| 8 | 60-64  | 28          |       |       |       |       |          |
| 36 | 55-59  | 16          |       |       |       |       |          |
| 52 | 50-54  | 48          |       |       |       |       |          |
| 20 | 45-49  | 28          |       |       |       |       |          |
| 40 | 40-44  | 28          |       |       |       |       |          |
| 40 | 35-39  | 40          |       |       |       |       |          |
| 28 | 30-34  | 28          |       |       |       |       |          |
| 28 | 25-29  | 28          |       |       |       |       |          |
| 12 | 20-24  | 8           |       |       |       |       |          |
| 16 | 15-20  | 16          |       |       |       |       |          |
| 28 | 10-14  | 24          |       |       |       |       |          |
| 24 | 5-9    | 12          |       |       |       |       |          |
| 32 | 0-4    | 32          |       |       |       |       |          |

## Економіка
2010 року серед 580 осіб працездатного віку (15—64 років) 434 були активними, 146 — неактивними (показник активності 74,8%, у 1999 році було 70,9%). З 434 активних мешканців працювали 402 особи (208 чоловіків та 194 жінки), безробітними було 32 (18 чоловіків та 14 жінок). Серед 146 неактивних 37 осіб було учнями чи студентами, 77 — пенсіонерами, 32 були неактивними з інших причин.

У 2010 році в муніципалітеті числилось 398 оподаткованих домогосподарств, у яких проживали 943,5 особи, медіана доходів виносила 17 649 євро на одного особоспоживача